# Ramsey-Preis
Ramsey-Preise (nach Frank Plumpton Ramsey) sind in der Volkswirtschaftslehre eine Form von Preisen für die zweitbeste Lösung im Rahmen der Regulierung eines natürlichen Monopols. Hierbei werden Eigenwirtschaftlichkeit und bestmögliche Allokationseffizienz angestrebt, welches mit Hilfe von Aufschlägen auf Grenzkostenpreise erreicht wird.

## Hintergrund
Natürliche Monopole entstehen in erster Linie dann, wenn sehr hohe Fixkosten, aber vergleichsweise geringe variable Kosten für die Produktion bzw. das Angebot eines Produktes oder einer Dienstleistung entstehen. Damit herrschen fallende Durchschnittskosten vor.
Ein Beispiel dafür ist der Telekommunikationsbereich. Ein einziger großer Anbieter kann dabei zumindest im Festnetzbereich weitaus kosteneffizienter arbeiten als mehrere kleine Anbieter. Grund dafür sind versunkene Kosten, beispielsweise für vergrabene Telefonleitungen, die  nicht mehr rückgängig gemacht oder einer anderen Verwendung zugeführt werden können. Ähnlich ist es bei der deutschen Wasserversorgung. In der Wasserwirtschaft liegt beispielsweise Marktversagen vor, da es sich um viele kleine natürliche Monopole in regionalen Märkten handelt. Verbraucher sind auf die Infrastruktur beschränkt und haben nicht die Möglichkeit Alternativen in Betracht zu ziehen.
Ein unreguliertes Monopol hat dabei starke Anreize, seinen Gewinn zu maximieren, indem es einen Monopolpreis (Cournotscher Punkt) setzt. Dieser Monopolpreis liegt über dem Preis, der sich bei vollkommener Konkurrenz einstellen würde (Preis gleich Grenzkosten). Damit ist ein Wohlfahrtsverlust verbunden. Dies ist vor allem bei natürlichen Monopolen für Trinkwasser und Strom der Fall.
Möglichkeiten, die (wohlfahrtsoptimale) First-Best-Lösung (vollkommene Konkurrenz) zu erreichen, wären die Verstaatlichung des Unternehmens (und somit die Preissetzung zu diktieren) oder Subventionen in Höhe der Differenz zwischen Durchschnittskosten und Grenzkosten.
Jedoch gibt es Einwände, die gegen eine Regulierung der Preissetzung mit Grenzkostenpreisen betreffen. Wenn natürliche Monopole ihre Preise in Höhe der Grenzkosten verlangen würden, könnte man dem Monopolisten Verluste vorschreiben. Statt den Preis in Höhe der Grenzkosten durchzuhalten, würde die Unternehmung schließen und aus dem Markt ausscheiden, da ihre Durchschnittskosten stets über den Grenzkosten liegen. Natürlich kann der Staat die Unternehmung auch selbst betreiben. Allerdings haben private Eigentümer einen ständigen Antrieb zur Kostenminimierung, sofern sich daraus Gewinnsteigerungen erzielen lassen. Im Gegensatz dazu treffen ein Versagen der staatlichen Manager die Kunden sowie die Steuerzahler.
Natürlich könnte der Staat mit Hilfe einer Subventionierung des Differenzbetrages der Durchschnittskosten und Grenzkosten eingreifen. Hierfür müssten die Kostenfunktionen des Unternehmens bekannt sein, was sie i. d. R. aber nicht sind. Hinzu kommt, dass hierfür Steuern erhoben werden müssten, die ihre eigenen Wohlfahrtsverluste verursachen. Des Weiteren liegen auf Seiten des Monopolisten keine Anreize zur Kostensenkung mehr vor (Verschwendung), denn jedes erfolgsorientierte Unternehmen in Wettbewerbsmärkten strebt durch Prozessinnovationen nach Kostensenkungen, da auf diese Weise der Gewinn steigt. Jedoch ist bekannt, dass der Monopolist nichts von den Rationalisierungserfolgen hat, weil er daraufhin zur Preissenkung verpflichtet ist.
Eine Alternative ist es, eine zweitbeste Lösung (second best) anzustreben und die Preissetzung des natürlichen Monopols durch staatliche Regulierung zu beeinflussen. Der Ramsey-Preis ist eine derartige Lösung.

## Definition
Bei der Second-best-Optimierung wird die gesellschaftliche Wohlfahrt unter der Bedingung maximiert, dass das Unternehmen kostendeckend arbeitet. Im Ein-Güter-Fall,  wenn das Unternehmen also nur ein homogenes Gut anbietet, besteht die Second-best-Lösung darin, den Preis mit den Durchschnittskosten gleichzusetzen. Damit werden fixe und variable Kosten genau abgedeckt.
Bietet das Unternehmen jedoch mehrere verschiedene Güter an (etwa: Orts- und Ferngespräche) so betreibt er Preisdiskriminierung und bedient unterschiedliche Nachfragegruppen (etwa: Gewerbe- und Privatkunden), so ergibt sich als Ergebnis der Optimierung:
{\displaystyle {\frac {p_{i}-GK}{p_{i}}}={\frac {k}{\eta _{i}}}}
Der linke Teil der Gleichung steht dabei für Aufschlag auf die Grenzkosten, aus dem sich der Preis ergibt. Dabei steht {\displaystyle p_{i}} für den Preis des Gutes {\displaystyle i} und {\displaystyle GK} für die Grenzkosten. Im rechten Teil der Gleichung steht {\displaystyle \eta _{i}} für die Preiselastizität der Nachfragegruppe {\displaystyle i}. Der Faktor {\displaystyle k} ist gleich {\displaystyle {\frac {1-\lambda }{\lambda }}=konstant}, wobei sich {\displaystyle \lambda } aus der Optimierung ergibt (Lagrange-Parameter).
Das Ergebnis macht deutlich, dass die Ramsey-Regel nur die Preisstruktur bestimmt. Die Konstante muss so gesetzt werden, dass die Gewinnrestriktion (Kostendeckung) erfüllt ist.
Der relative Zuschlag auf die Grenzkosten ist also umgekehrt proportional zur Preiselastizität. Dementsprechend zahlen die, die am schlechtesten ausweichen (verzichten oder substituieren) können, die höchsten Preise. Dieses Verfahren wird auch als Quersubventionierung bezeichnet – für das weniger preiselastische Gut ({\displaystyle \eta _{i}}<1) werden relativ höhere Preise verlangt als für das preiselastischere Gut ({\displaystyle \eta _{i}}>1), das in geringerem Maße zur Deckung der Fixkosten des Unternehmens beiträgt.

## Herleitung
Es gilt, die aggregierte Konsumentenrente der Nachfragefunktionen
{\displaystyle KR:\sum _{i}\int _{p_{i}}^{\infty }x_{i}({\tilde {p}}_{i})d{\tilde {p}}_{i}}
unter der Nebenbedingung, dass das Unternehmen kostendeckend arbeitet zu optimieren:
{\displaystyle s.t.\sum _{i}p_{i}x_{i}(p_{i})-C\left(\sum _{i}x_{i}(p_{i})\right)=0}
Aufstellung der Lagrange-Funktion:
{\displaystyle {\mathcal {L}}=\sum _{i}\int _{p_{i}}^{\infty }x_{i}({\tilde {p}}_{i})d{\tilde {p}}_{i}+\lambda \left[\sum _{i}p_{i}x_{i}(p_{i})-C\left(\sum _{i}x_{i}(p_{i})\right)\right]}
Maximierung der Wohlfahrt unter der Nebenbedingung der Eigenwirtschaftlichkeit:
{\displaystyle {\frac {\partial {\mathcal {L}}}{\partial p_{i}}}=-x_{i}(p_{i})+\lambda \left[x_{i}(p_{i})+p_{i}x'_{i}(p_{i})-C'x'\right]=0}
{\displaystyle \Leftrightarrow {\frac {{\frac {dx_{i}}{dp_{i}}}(p_{i}-GK)}{x_{i}}}={\frac {1-\lambda }{\lambda }}}
Ramsey-Regel:
{\displaystyle \Leftrightarrow {\frac {p_{i}-GK}{p_{i}}}={\frac {k}{{\frac {dx_{i}}{dp_{i}}}*{\frac {p_{i}}{x_{i}}}}}={\frac {k}{\eta _{x_{i},p_{i}}}}}